# Acraea infuscata
Acraea infuscata är en fjärilsart som beskrevs av Otto Staudinger 1885. Acraea infuscata ingår i släktet Acraea och familjen praktfjärilar. Inga underarter finns listade i Catalogue of Life.